# كاسل وين
كاسل وين (بالإنجليزية: Castleween وتعرف أيضا باسم:Spirits & Spells) لعبة فيديو بلاي ستيشن 2 تم تطويرها من قبل شركة كاليستو انترتيمنت وماجيك بوكتس ودريم كاتشر إنتراكتيف وتم نشرها من قبل شركة إم سي2 فرانس لأول مره في 29 نوفمبر 2002 في أوروبا.